# Samtgemeinde Artland
La comunità amministrativa di Artland (Samtgemeinde Artland) si trova nel circondario di Osnabrück nella Bassa Sassonia, in Germania.

## Suddivisione
Comprende 4 comuni:
1. Badbergen
2. Menslage
3. Nortrup
4. Quakenbrück (città)

Il capoluogo è Quakenbrück.